# Treno D.O.C.
Treno D.O.C. è un'associazione no-profit di cultura ed attività ferroviaria che opera a Palermo dal 1995, convenzionata con Fondazione FS Italiane e con Rete Ferroviaria Italiana. Si occupa principalmente di restauro di locomotive e carrozze storiche, di organizzazione di viaggi in treno d'epoca in Sicilia e di modellismo ferroviario.

## Storia ed attività
L'associazione Treno D.O.C. nasce come comitato per l'organizzazione di un treno storico a vapore, ma ben presto gli aderenti convengono sull'opportunità di costituire una vera e propria associazione, che viene quindi fondata nel giugno 1995. Il 10 settembre successivo l'associazione fece il suo debutto pubblico con il primo treno storico sull'itinerario Palermo - Cefalù, al traino della locomotiva a vapore gruppo 740.244 (macchina molto utilizzata presso il deposito di La Spezia); il treno era composto da cinque carrozze d'epoca, del tipo "centoporte" e un bagagliaio a due assi.
Altro grande risultato è stato la realizzazione, da parte di una casa modellistica su specifiche fornite dall'associazione, della riproduzione fedele del tram di Palermo della società Belga come appariva nel 1912. Di fondamentale importanza è stata, nel 2003, la stipula della convenzione con Trenitalia, più volte rinnovata, da ultimo con Fondazione FS Italiane nel 2014, che ha permesso il restauro di numerosi rotabili storici ed il loro utilizzo in composizione a treni d'epoca. A tal proposito si devono annoverare le diverse edizioni del Treno del Mandorlo in Fiore, che ha portato numerosi turisti da Palermo all'omonima sagra che si tiene nella Valle dei Templi di Agrigento ai primi di febbraio; sono stati effettuati inoltre molti altri treni che si sono spinti fino alla stazione di Villarosa e a quella di Santo Stefano di Camastra, Cammarata San Giovanni Gemini, Castelvetrano e Marsala (in occasione del 150° dell'Unità d'Italia, con la presenza straordinaria della locomotiva a vapore gruppo 685 089), come pure svariate corse del Treno del Barocco tra Siracusa e Ragusa ed alcune edizioni del Treno dei Normanni per Cefalù, e recentemente un viaggio verso Lercara Friddi volto a visitare i luoghi delle zolfare della provincia di Palermo. Inoltre l'associazione ha prestato la propria assistenza per alcuni servizi speciali, quali un treno riservato ad un gruppo di appassionati tedeschi tra Palermo e Caltanissetta, ma soprattutto si ricorda la collaborazione nel corso del 2008 in occasione delle riprese del film Baarìa di Giuseppe Tornatore, con l'utilizzo del treno storico tra Alcamo Diramazione e Trapani,treno che è stato successivamente reso visitabile. Nell'ottica di diffusione della cultura ferroviaria, già nel 1995 l'associazione organizzava un convegno presso la stazione di Palermo Notarbartolo sulle ferrovie in Sicilia ed una mostra presso la propria sede sulla storia del tram a Palermo. Nel corso degli anni si sono susseguite altre iniziative, come alcuni treni e diversi incontri con le scuole, anche in altre province della Sicilia. Vengono inoltre effettuate delle giornate di "porte aperte" presso i locali del Deposito Locomotive di Palermo, per far meglio conoscere al pubblico come si svolge l'attività nel mondo ferroviario, ed a tal fine anche nell'inverno 2008/2009 l'associazione ha allestito a Palermo una mostra intitolata "Treni in Bianco e Nero", che nei due mesi di apertura al pubblico, avvalendosi della collaborazione del CIFI e delle altre associazioni sensibili al tema, ha promosso la conoscenza del trasporto ferroviario in Sicilia, illustrando tutti gli aspetti che hanno legato la storia del trasporto e dell'economia siciliana alla ferrovia.

## Parco materiale rotabile
In forza della convenzione, già in corso da oltre dieci anni con Trenitalia ed oggi con Fondazione FS Italiane, presso l'impianto Trenitalia IMC Palermo risultano presenti i seguenti rotabili, al fine di conservazione e dell'effettuazione di treni speciali.
Locomotive elettriche:
E 636.128 costruzione 1955, restaurata dall'associazione (2005).
E 626.428 costruzione 1939, restaurata dall'associazione (2011).
E 646.190 costruzione 1966, in corso di restauro.
Locomotiva diesel:
D 343.1001 costruzione 1968.
Automotrici diesel:
ALn 668.1615 costruzione 1970.
ALn 668.1616 costruzione 1970.
ALn 990.1005 ultimo esemplare rimasto del gruppo FS ALn 990, in attesa di restauro.
Carrozze passeggeri:
Bz 45.190 tipo 1959, in livrea grigio ardesia, restaurata dall'associazione (2013).
Bz 45.450 tipo 1959, in livrea grigio ardesia, restaurata dall'associazione (2013).
Cz 36.712 tipo Centoporte, in livrea castano e isabella.
Cz 36.767 tipo Centoporte, in livrea castano e isabella.
Cz 36.890 tipo Centoporte, in livrea castano e isabella.
Cz 36.916 tipo Centoporte, in livrea castano e isabella.
Cz 39.042 tipo Centoporte, in livrea castano e isabella.
Bz 20.151 tipo 1921, in attesa di restauro.
Vetture bagagliaio:
DI 92.011 tipo 1931R, in livrea castano e isabella, restaurato dall'associazione (2008).
Dm 99.759 tipo 1927 per treni merci, in attesa di restauro.
LDn 24.333, costruzione 1960, restaurato dall'associazione (2017).
Vetture postali:
Uiz 1.411 tipo 1949, in livrea castano e isabella, restaurata dall'associazione (2008).
Uiz 1.431 tipo 1949, in livrea grigio ardesia, restaurata dall'associazione (2015).
Veicoli di servizio:
Draisina PA A29 Tipo Fiat 500, restaurata dall'associazione (2017).
Quadriciclo ferroviario, in corso di restauro.
CI 35.054 a due assi, tipo 1936, trasformata in vettura appoggio per squadra ponti, in attesa di restauro.